# Tschokossi
Tschokossi ist eine traditionelle Monarchie im heutigen Nord-Togo, welche bereits vor dem 17. Jahrhundert existierte.
Der Staat ist auch bekannt als Anufo. Die Titularnation bildet daher die Volksgruppe der Anufo, Amtssprache ist die Sprache Anufo. Die Herrscher haben den Titel Soma; der erste Herrscher war Bema Bonsafo. Der aktuelle Herrscher ist Na Bema.

## Geschichte
Migrationen im frühen 18. Jahrhundert brachten Mande-Reiter und ihre malame aus dem Norden und Akan-Völker aus dem Osten. Zusammen mit den indigenen Ndenyi, wurden sie in ein Volk amalgamiert, mit einer gemeinsamen Sprache und Kultur. In der Mitte des 18. Jahrhunderts verließ eine kleine Gemeinschaft von Söldnern Tschokossi, um den Häuptlingen der Gonja und Mamprusi im heutigen Ghana beizustehen.
Die Gemeinschaft bestand aus Mandereitern und -gelehrten, mit Musketen bewaffneten Akan-Infanteristen und einigen muslimischen Amulettherstellern. Diese Gruppen versorgten die Basis für eine Gesellschaft, welche in drei Stände aufgeteilt wurde: Adelige, Gemeine und Muslime.

## Somas (Monarchen)
Die Somas von Tschokossi
- ?–? Bema Bonsafo
- ?–? Caba I
- ?–? Na Ba
- ?–? Siki von Tschokossi
- ?–? Na Mussa
- ?–? Jokura
- ?–1875 Marba
- 1875–1882 Lafia Langbana
- 1882–1883 Acuru

- Die nächsten drei regierten zusammenwirkend
  - 1883–1889 Na Da
  - 1884–1889 Sambiego Da
  - 1884–1898 Bema Sabie
- 1898 Ajanda
- 1898–1912 Caba II
- 1912–1921 Jauna
- 1921–1960? Tabi von Tschokossi
- 1960–? Na Bema